# Astragalus kungurensis
Astragalus kungurensis är en ärtväxtart som beskrevs av Antonina Georgievna Borissova. Astragalus kungurensis ingår i släktet vedlar, och familjen ärtväxter. Inga underarter finns listade i Catalogue of Life.